# Gabriel Castellón
Gabriel Jesús Castellón Velazque (Valparaíso, 8 settembre 1993) è un calciatore cileno, portiere del'Universidad de Chile.

## Palmarès

### Club

#### Competizioni nazionali
- Campionato cileno: 1

Huachipato: 2023
- Copa Chile: 2

Santiago Wanderers: 2017
Universidad de Chile: 2024
- Primera B: 1

Santiago Wanderers: 2019